# Chamaeleo dilepis
Caméléon Bilobé
Espèce
Synonymes
- Chamaeleo bilobus Kuhl, 1820
- Chamaeleo planiceps Merrem, 1820
- Chamaeleo petersii Gray, 1865
- Chamaeleo petersii var. kirkii Gray, 1865
- Chamaeleo capellii Bocage, 1866
- Chamaeleo dilepis var. quilensis Bocage, 1866
- Chamaeleon parvilobus Boulenger, 1887
- Chamaeleon roperi Boulenger, 1890
- Chamaeleon isabellinus Günther, 1893
- Chamaeleon ruspolii Boettger, 1893
- Chamaeleo angusticoronatus Barbour, 1903

Statut de conservation UICN

 LC  : Préoccupation mineure
Statut CITES
Chamaeleo dilepis, le Caméléon Bilobé, est une espèce de sauriens de la famille des Chamaeleonidae.

## Répartition
Cette espèce se rencontre en Afrique du Sud, en Swaziland, en Botswana, au Zimbabwe, en Angola, au Zimbabwe, en Zambie, au Malawi , au Mozambique, en Tanzanie, au Burundi, au Kenya, en Somalie, en Éthiopie, au Congo-Kinshasa, au Congo-Brazzaville, au Gabon, en Guinée équatoriale, au Cameroun, au Nigeria et au Togo.
Sa présence est incertaine en Ouganda et en Centrafrique.

## Liste des sous-espèces
Selon The Reptile Database (7 juin 2012) :
- Chamaeleo dilepis dilepis Leach, 1819
- Chamaeleo dilepis idjwiensis Loveridge, 1942
- Chamaeleo dilepis isabellinus Günther, 1893
- Chamaeleo dilepis martensi Mertens, 1964
- Chamaeleo dilepis petersii Gray, 1865
- Chamaeleo dilepis quilensis Bocage, 1866
- Chamaeleo dilepis roperi Boulenger, 1890
- Chamaeleo dilepis ruspolii Boettger, 1893

## Publications originales
- Bocage, 1866 : Reptiles nouveaux ou peu recueillis dans les possessions portugaises de l'Afrique occidentale, qui se trouvent au Muséum de Lisbonne. Jornal de sciencias mathematicas, physicas e naturaes, Lisboa, vol. 1, p. 57-78 (texte intégral).
- Boettger, 1893 : Übersicht der von Prof. C. Keller anlässlich der Ruspolischen Expedition nach den Somaliländern gesammelten Reptilien und Batrachier. Zoologischer Anzeiger, vol. 16, n. 416, p. 113-119 (texte intégral).
- Boulenger 1890 : First report on additions to the lizard collection in the British Museum (Natural History). Proceedings of the Zoological Society of London, vol. 1890, p. 77—86 (texte intégral).
- Gray, 1865 "1864" : Revision of the genera and species of Chamaeleonidae, with the description of some new species. Proceedings of the Zoological Society of London, vol. 1864, p. 465-479 (texte intégral).
- Günther, 1893 "1892" : Report on a collection of reptiles and batrachians transmitted by Mr. H. H. Johnston, C. B., from Nyassaland. Proceedings of the Biological Society of London, vol. 1892, p. 555-558 (texte intégral).
- Leach, 1819 : Reptilia in Bowdich, 1819 : Mission from Cape Coast Castle to Ashantee, p. 493-494 (texte intégral).
- Loveridge, 1942 : Scientific results of a fourth expedition to forested areas in east and central Africa. IV. Reptiles. Bulletin of the Museum of Comparative Zoology, Harvard, vol. 91, n. 4, p. 237-373 (texte intégral).
- Mertens, 1964 : Das Chamaleon der Insel Pemba. Senckenbergiana Biologica, vol. 45, p. 113-116

## Galerie

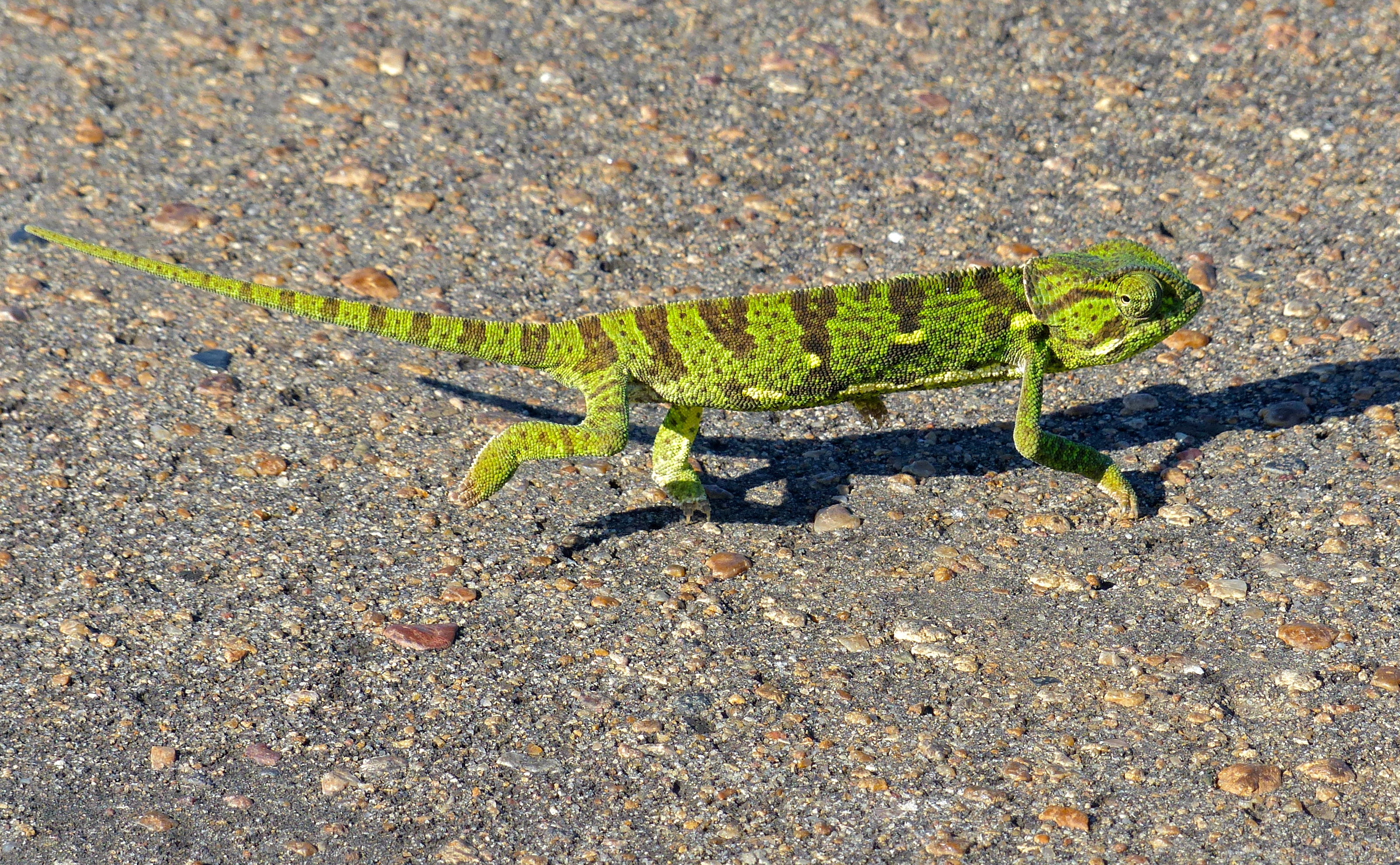
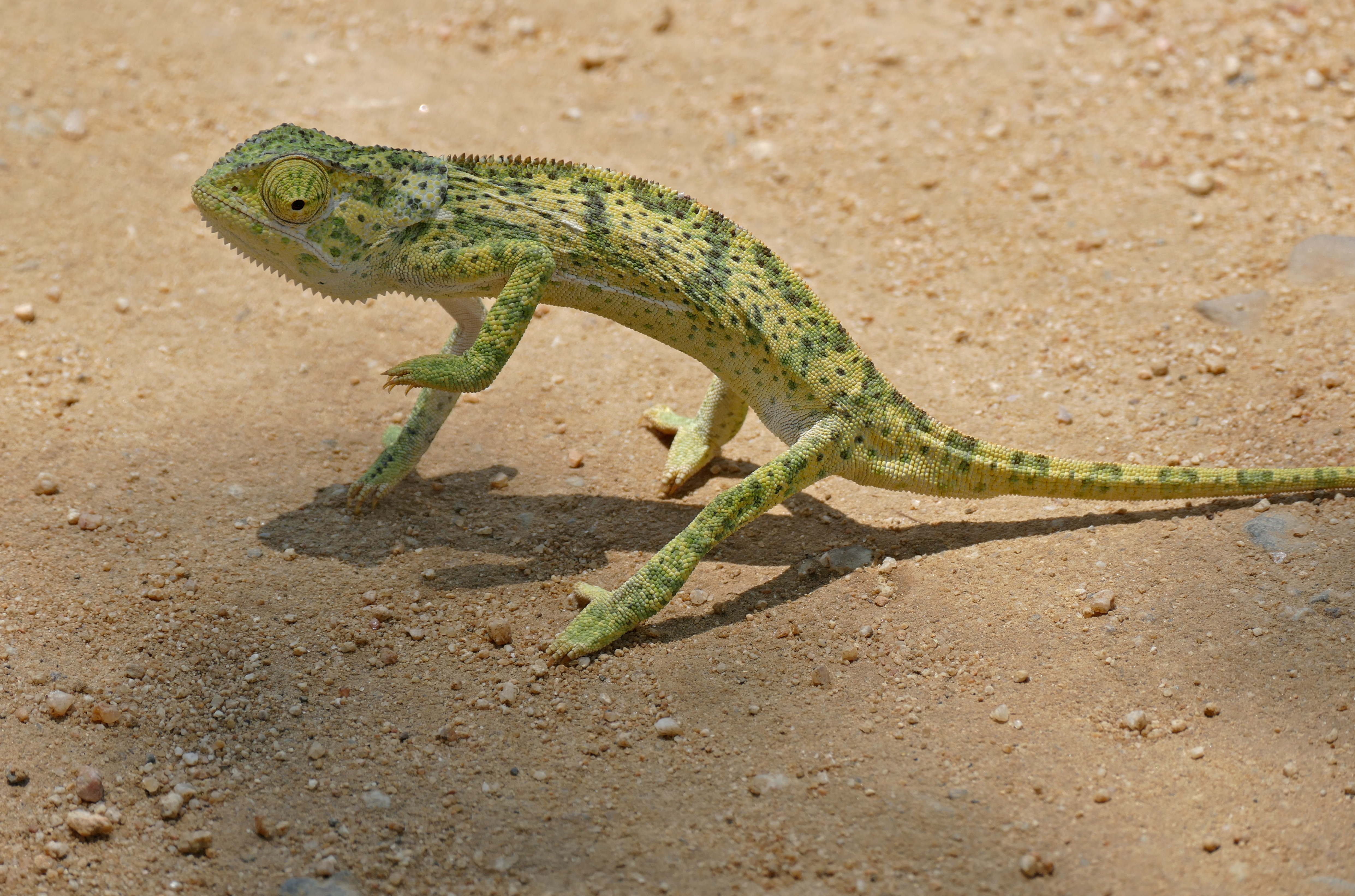
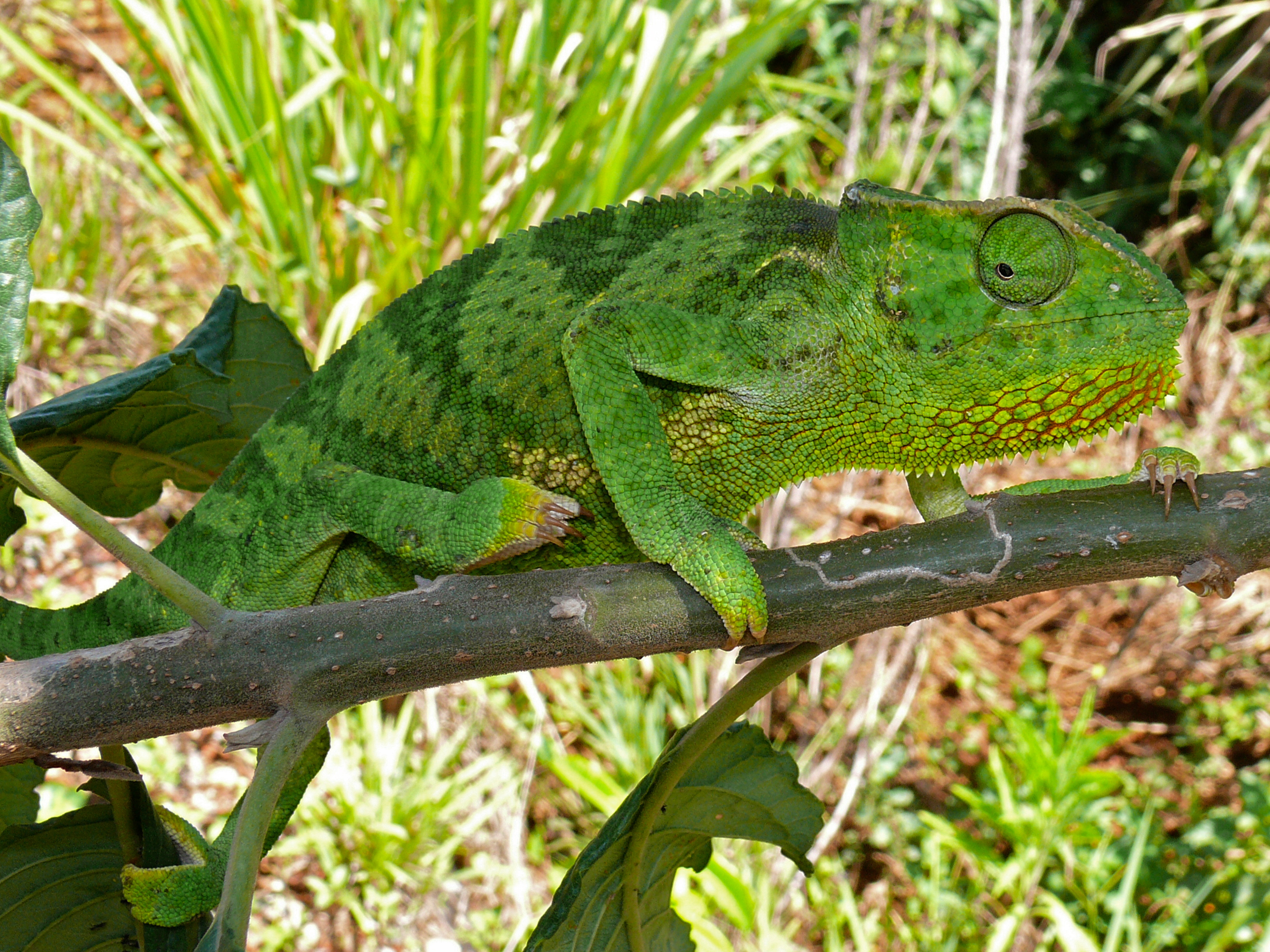
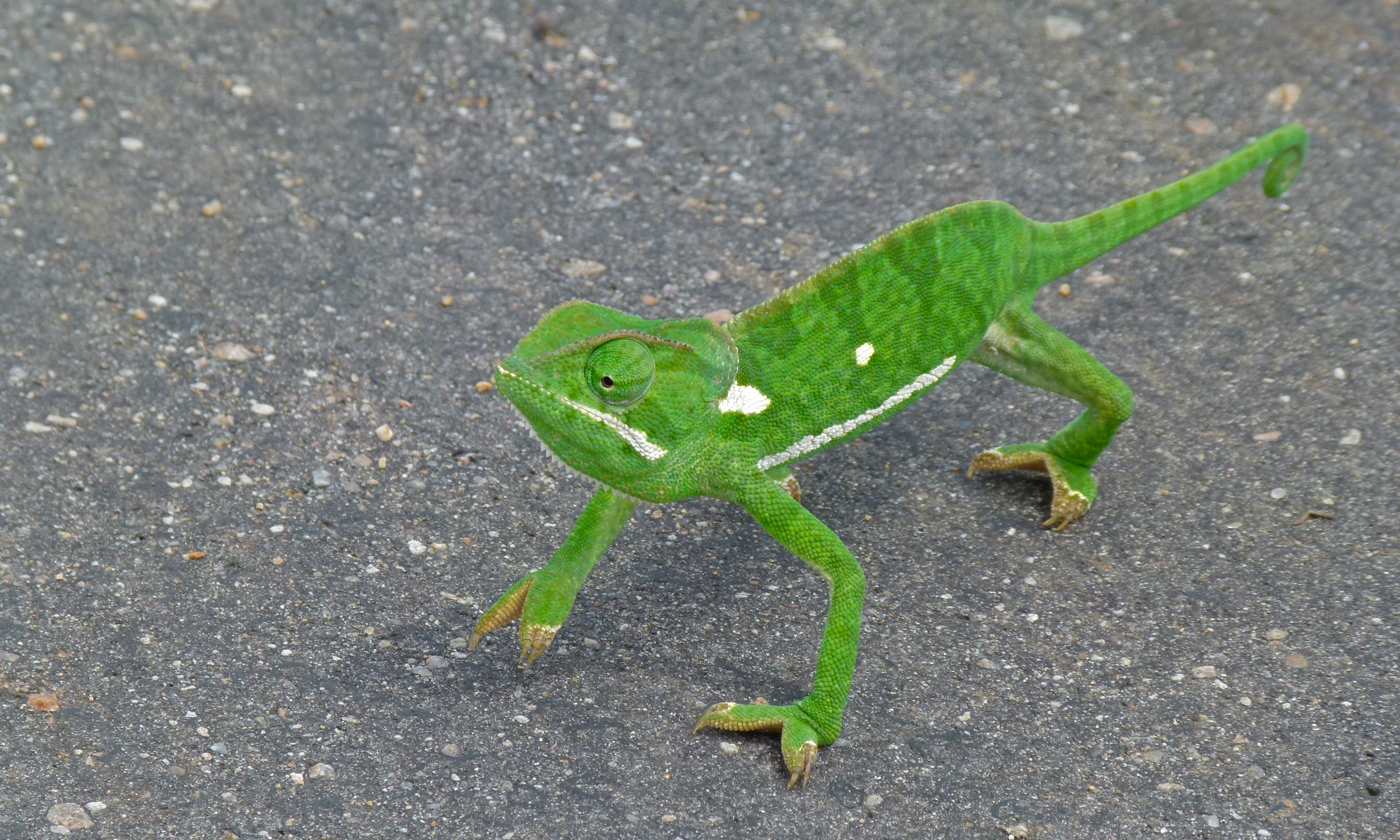
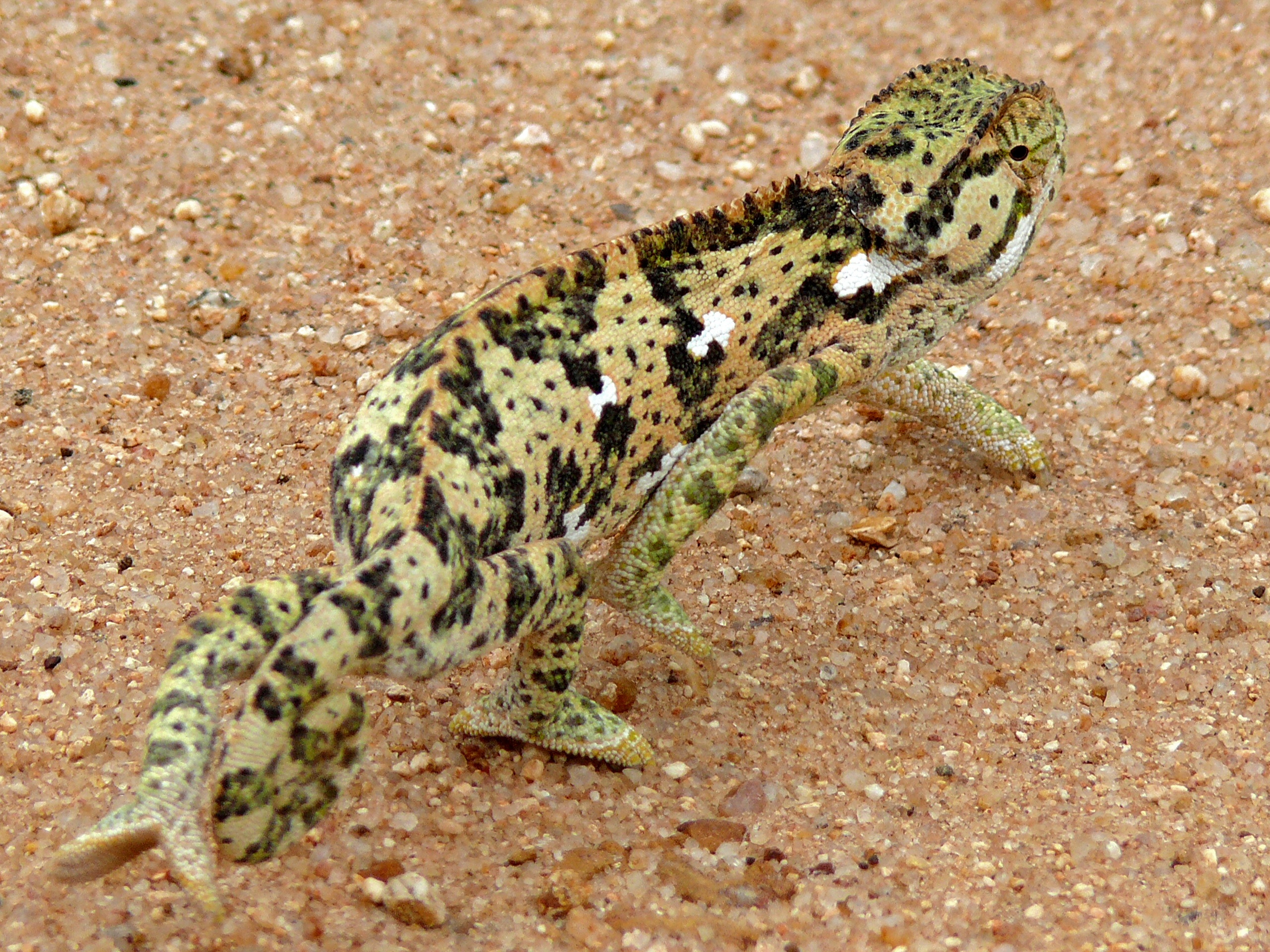
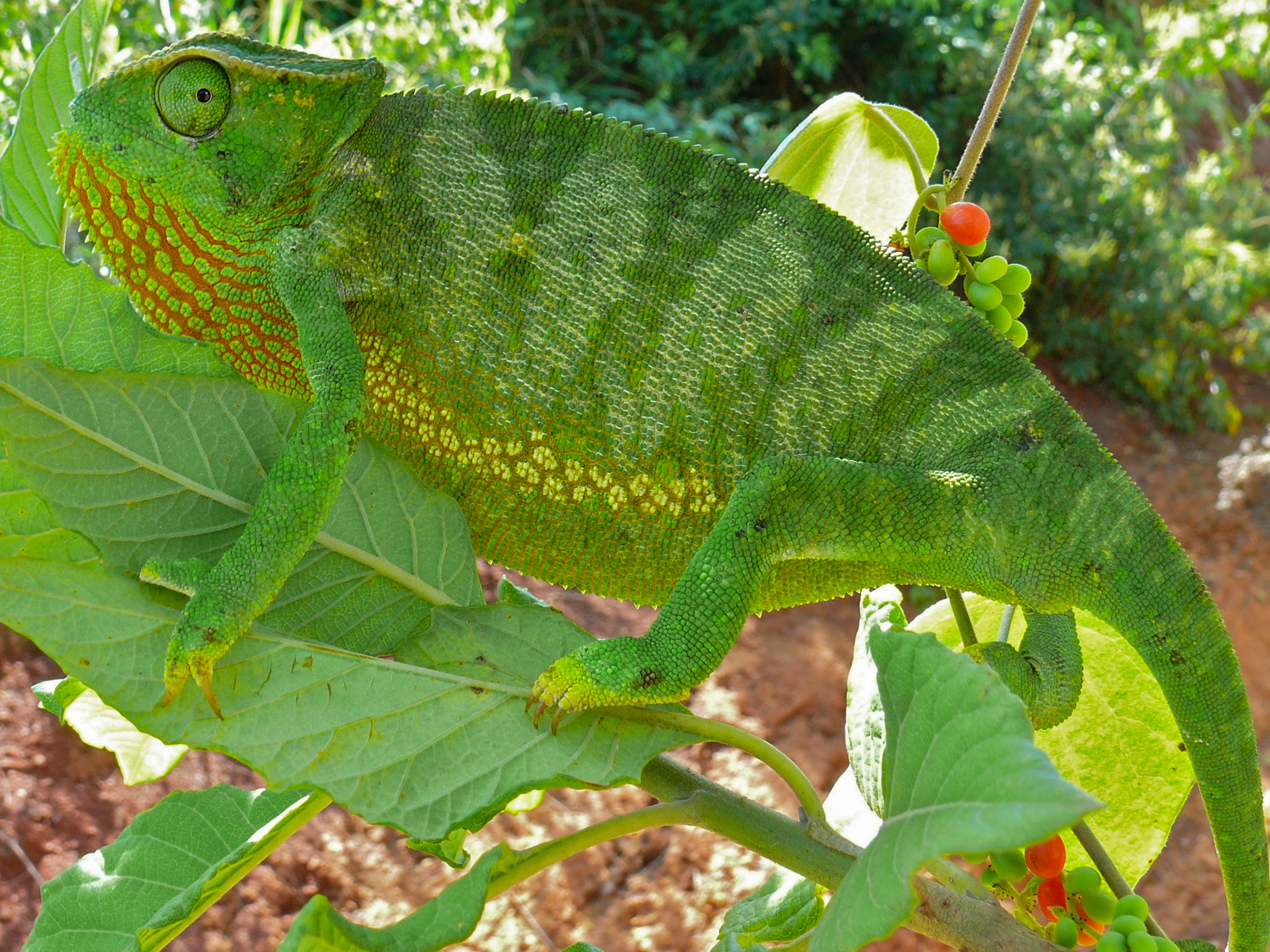
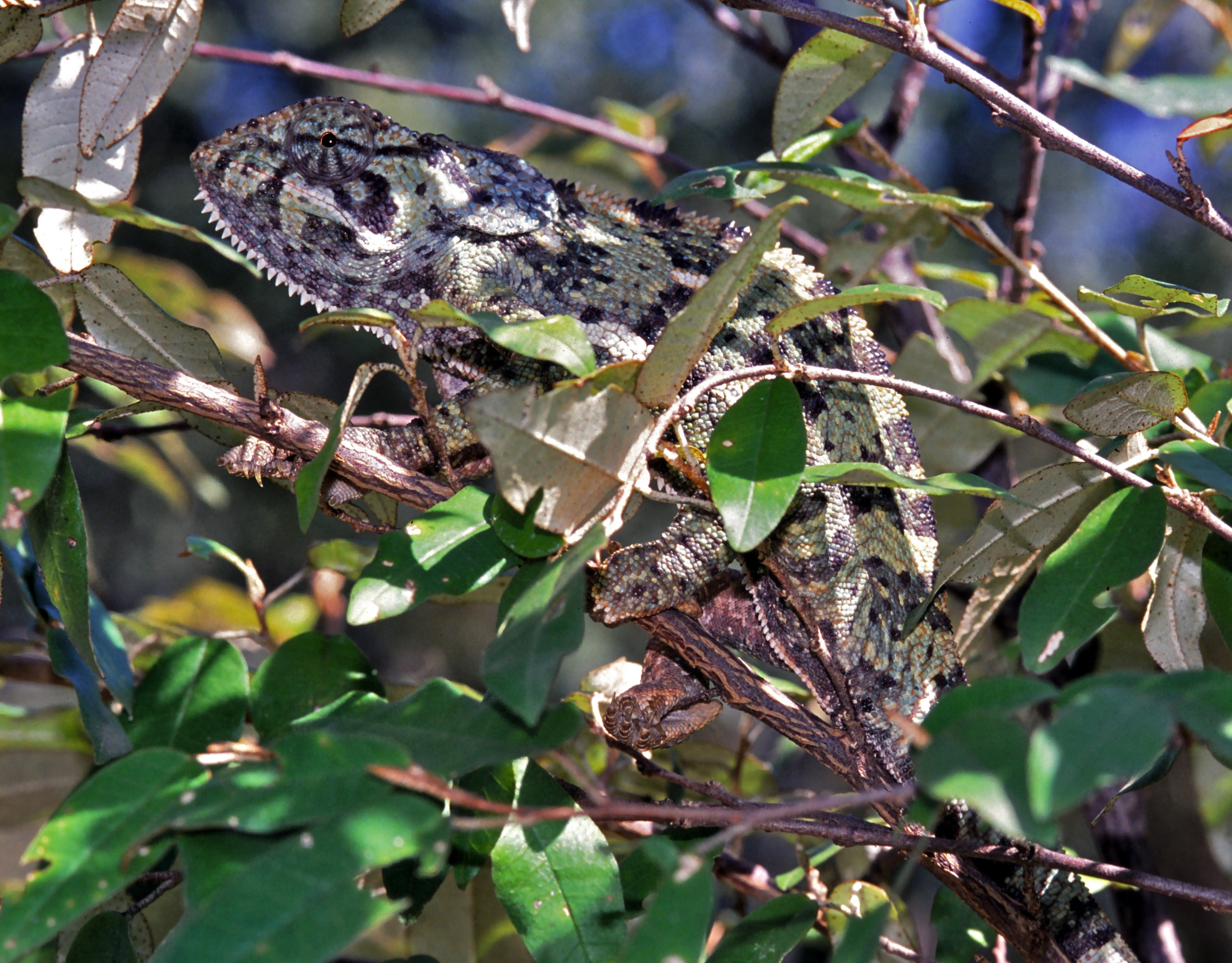
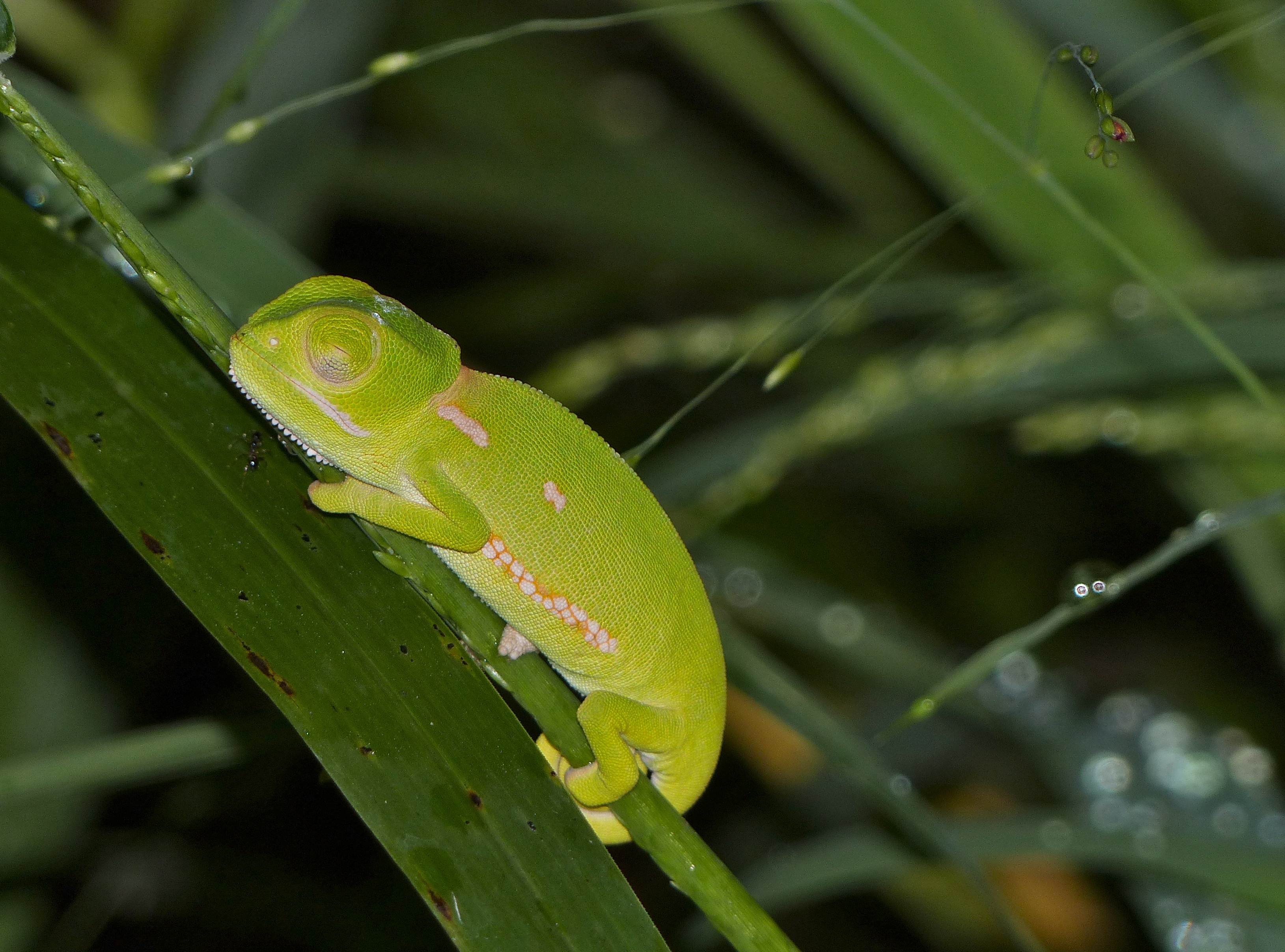
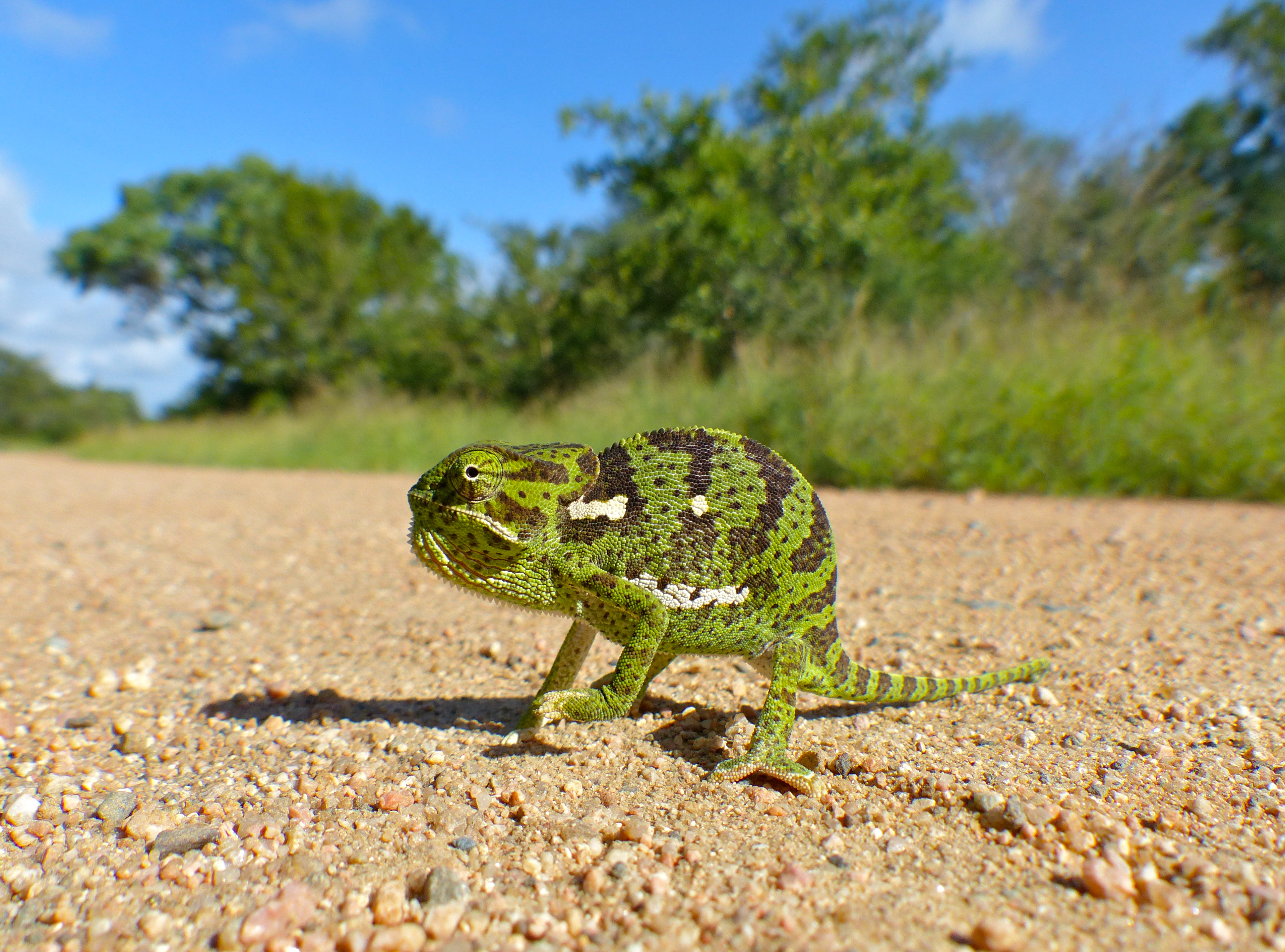
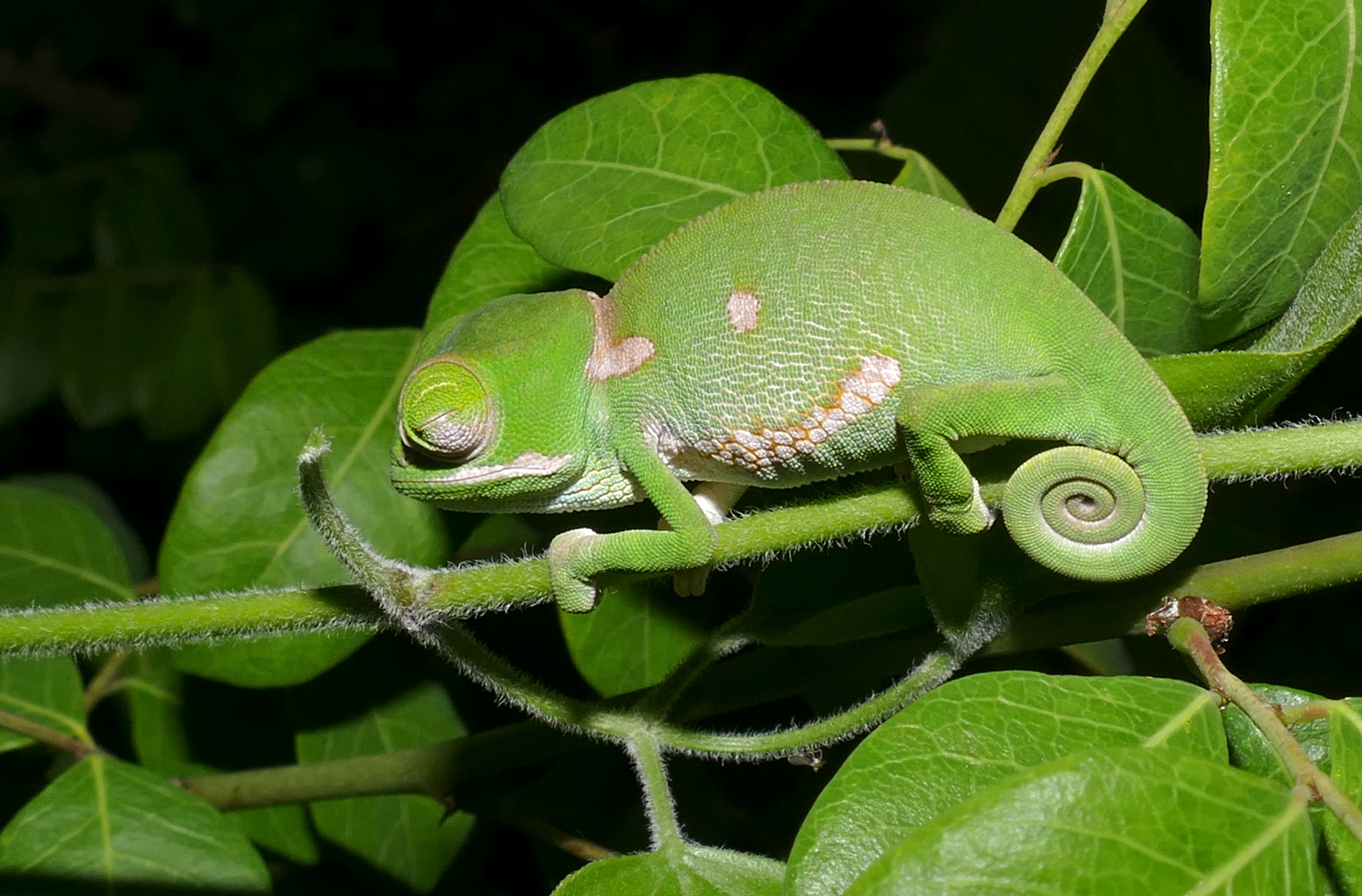
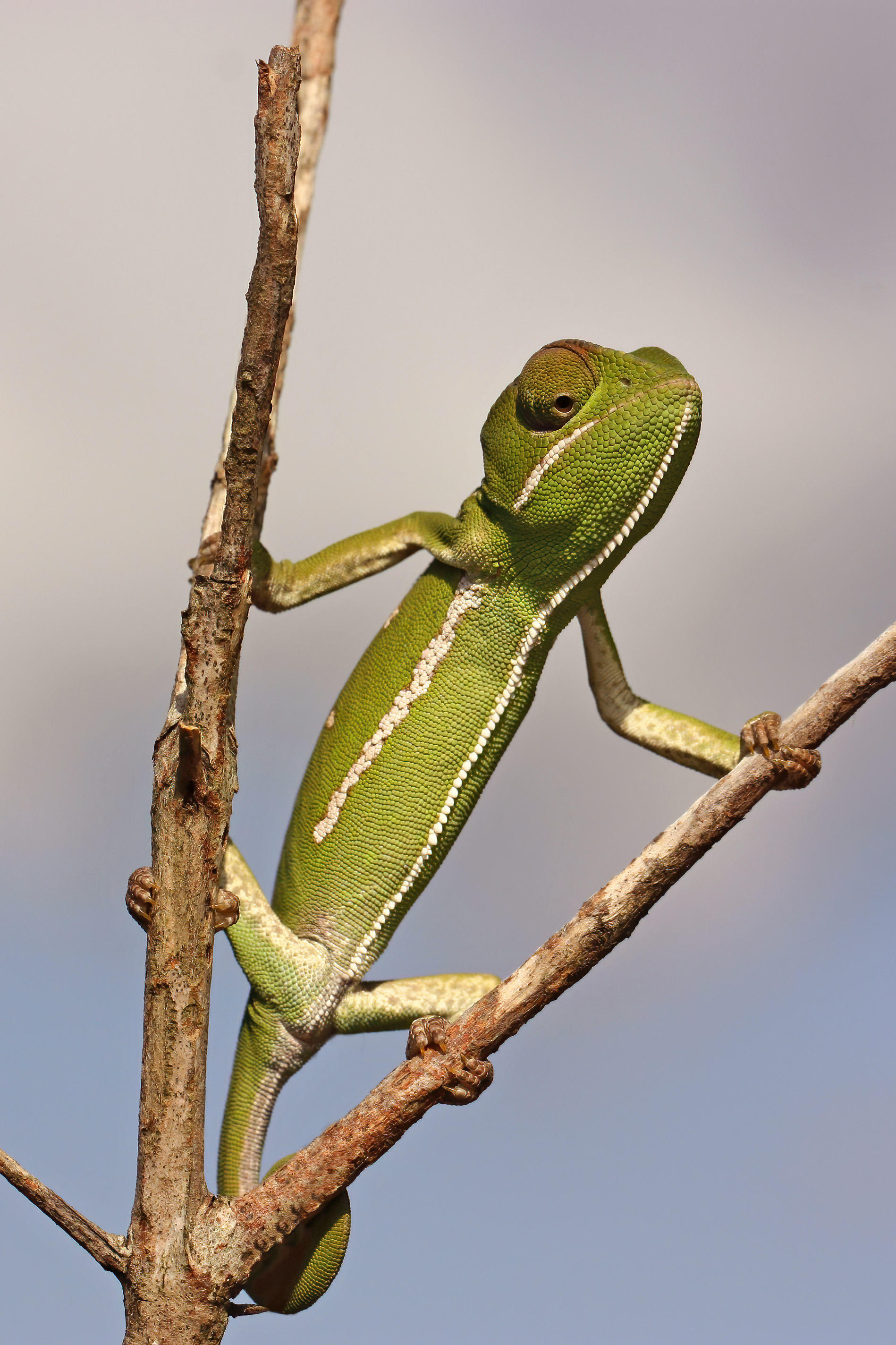